# IC 2786
IC 2786 ist eine linsenförmige Galaxie vom Hubble-Typ S0 im Sternbild Löwe auf der Ekliptik.
Das Objekt wurde am 27. März 1906 vom deutschen Astronomen Max Wolf entdeckt.